# Ophiogomphus purepecha
Ophiogomphus purepecha är en trollsländeart som beskrevs av Gonzalez-s. och Del Pilar Villeda-c. 2000. Ophiogomphus purepecha ingår i släktet Ophiogomphus och familjen flodtrollsländor. Inga underarter finns listade i Catalogue of Life.